# Десант в губе Малая Волоковая
Десант в губе Малая Волоковая 9—10 октября 1944 года (десант на южное побережье Маатти-Вуоно) — тактический морской десант, высаженный Северным флотом в ходе Петсамо-Киркенесской операции Великой Отечественной войны.

## План и подготовка операции
В ходе начавшейся 9 октября 1944 года Петсамо-Киркенесской наступательной операции командованием Карельского фронта (командующий Маршал Советского Союза К. А. Мерецков) была предусмотрена высадка морского десанта силами 63-й бригады морской пехоты с приданными частями (3032 человека) на южном берегу губы Малая Волоковая (финское название — Маати-Вуоно). Цель десанта — ударом с созданного плацдарма выйти в тыл группировки врага, блокирующего советские войска на полуострове Средний по хребту Муста-Тунтури и совместно с наступающими с фронта войсками разгромить её, перекрыть автодорогу Титовка — Пороваара и воспретить по ней отход немецких войск на Петсамо. Замысел десанта как удар с тыла возник ввиду того, что линия фронта по хребту Муста-Тунтури проходила более трёх лет, немецкие позиции там господствовали над местностью и были за эти годы отлично укреплены.
Выделенные в десант войска длительное время занимались боевой подготовкой в резерве (как десантной, так и боевым действиям в горной местности), одновременно велась разведка позиций противника в запланированном месте высадки. Высадку десанта производил Северный флот (командующий адмирал А. Г. Головко).
При подготовке и проведении операции широко применялись меры маскировки и дезинформации: через район будущей высадки стали ежедневно проходить большие группы кораблей (чтобы их скопление перед началом операции не вызвало беспокойства у противника), был задействован отряд высадки демонстративного десанта (44 человека) на южном берегу Мотовского залива у мыса Пикшуев, два эсминца несколько часов усиленно обстреливали береговые батареи в нескольких милях от места высадки.
В районе операции оборонялись части 20-й горной армии под командованием генерал-полковника Лотара Рендулича: первую линию обороны по хребту Мустатунтури (в отечественной литературе часто пишется «Муста-Тунтури») занимала 133-я пехотная бригада, вторую — 2-я горно-егерская бригада.

## Высадка десанта
Вечером 9 октября отряды кораблей с десантом на борту вышли из мест сосредоточения. В районе мысов Пикшуев и Могильный были высажены два демонстративных десанта (общей численностью в 44 человека), эсминцы «Гремящий» и «Громкий» вели обстрелы, а легкие силы (2 торпедных катера, 2 катера-тральщика, 2 катера «малый охотник») демонстрировали подготовку к высадке десанта на побережье — открыто маневрировали, ставили дымовые завесы, вели интенсивные радиопереговоры, вели артиллерийский огонь и даже выпустили две торпеды по прибрежным скалам). Все эти действия действительно привлекли внимание немецкого командования и вызвали тревогу противника, начавшего массированный обстрел Пикшуева большим количеством немецкой артиллерии. Благодаря этим мерам был скрытно высажен диверсионный отряд (195 человек), имевший задачу совершить бросок по тундре и незамеченным выйти к немецким батареям на мысе Крестовый. В ночь на 10 октября началась высадка основного десанта (63-я бригада морской пехоты, 2376 человек; командир полковник А. М. Крылов). В отряд высадки входили 3 торпедных катера, 11 катеров «большой охотник», 8 сторожевых катеров. В отряд артиллерийской поддержки выделены два эсминца («Гремящий» и «Громкий»), 2 торпедных катера, 2 катера «морской охотник», 2 катера-тральщика. Всего в операции были задействованы 2 эсминца и 31 катер. Командир операции — контр-адмирал П. П. Михайлов, командир отряда высадки капитан 1-го ранга М. С. Клевенский.
Высадка десанта произведена тремя отрядами: один передовой отряд (до 700 человек, 9 катеров, командир отряда высадки С. Д. Зюзин) и два отряда основных сил (соответственно 1628 и 672 бойца, командиры отрядов высадки капитан 3-го ранга И. Н. Грицук и капитан 2-го ранга В. Н. Алексеев). На переходе корабли были безрезультатно обстреляны немецкими батареями. С 23:30 9 октября по 1:15 10 октября десант был высажен на берег. Первыми высадило бойцов звено катеров старшего лейтенанта Б. М. Ляха. Хотя часть сил из-за потери ориентировки оказалась высажена в 4 километрах от места высадки, на берегу десант быстро занял побережье и вышел на исходные рубежи для наступления. Во время высадки происходил бой с частями немецкой береговой обороны, которые были почти полностью уничтожены, чему способствовала их предварительная длительная разведка. Открывали огонь и немецкие береговые батареи, но они были подавлены ответным огнём артиллерии Северного флота. Успешные действия демонстративного десанта и кораблей артподдержки дезориентировали противника и создали впечатление высадки крупного десанта по всему побережью. В бою на берегу десант понёс минимальные потери: 1 боец погиб, 5 были ранены. Потери в кораблях отсутствовали. К рассвету 10 октября завершена высадка последнего эшелона десанта (461 человек из той же бригады).
Эсминцы артиллерийской поддержки в это время обстреливали немецкие позиции из Мотовского залива, обеспечивая высадку и одновременно отвлекая на себя противника. Ими были подавлены 2 береговые батареи, взорваны несколько складов, а особенно большое значение имело разрушение немецкой переправы через реку Титовка.
Одновременно в районе залива Пунайнен-лахт отряд катеров старшего лейтенанта Б. М. Ляха (3 катера) высадил разведотряд штаба Северного флота (командир старший лейтенант В. Н. Леонов) и разведотряд штаба Северного оборонительного района (командир капитан И. П. Барченко-Емельянов), которые (в целом 195 человек) не ввязываясь в бой сразу ушли по бездорожью для выполнения специального задания — захвата немецких батарей на мысе Крестовый.
В 3:30 утра 10 октября началась артиллерийская подготовка, а в 5:00 десант и 12-я бригада морской пехоты с полуострова Средний перешли в наступление. Оборона противника была прорвана при поддержке огня советских эсминцев, к середине дня немецкая группировка начала спешный отход с перешейка полуострова Средний, который она занимала более трёх лет. Бои носили крайне ожесточенный характер и изобиловали рукопашными схватками, многие рубежи и важные высоты брались штурмом. Именно тогда совершили выдающиеся подвиги морские пехотинцы старший сержант Леонид Мустейкис, сержант Александр Данильченко и краснофлотец Алексей Клепач, закрывшие своими телами амбразуры вражеских дотов. К полудню 10 октября десант соединился с 12-й бригадой морской пехоты. Во второй половине дня подразделения обоих бригад отбили попытку немецких войск восстановить положение (отражены 4 контратаки подряд). В ночь на 11 октября штурмом был взят последний опорный пункт на хребте и тем самым перешеек был полностью освобождён советскими войсками. Днём 11 октября была перерезана автодорога Титовка — Пороваара. С утра 12 октября обе бригады перешли в наступление на Петсамо (Печенга) и на следующий день с боем пересекли государственную границу СССР. 14 октября морские пехотинцы соединились с танкистами 14-й армии.
Полный успех десанта был обусловлен его тщательной подготовкой, хорошо отлаженным взаимодействием флота и сухопутных сил, достаточным количеством сил для выполнения поставленных задач, умелыми дезориентирующими действиями кораблей, хорошей работой артиллеристов поддержки. Личный состав был хорошо подготовлен для выполнения поставленной задачи, имел достаточное количество вооружения и боеприпасов.

## Документы
- «Отчёт о боевых действиях Северного флота в операции по освобождению Печенгской области и г. Киркенес от немецких захватчиков» от 13 ноября 1944 года // ОБД «Память народа»